# ほくそうパッスルカード
ほくそうパッスルカードとは、北総鉄道が2000年より2006年まで発行していた鉄道用乗車カードである。

## 概要
パスネットの機能もあるため、22者の私鉄、地下鉄各社でも乗り降りが可能であった。
また、自動券売機での乗車券の購入や自動精算機での乗り越し精算にも使用可能になっていた。

## 種類
- 額面は5,000円、3,000円、1,000円（パスネットと同じ額面）の3種類が存在していた。
- 発売されていた図柄は、7500形をあしらったものを始め、多くの様々な種類が存在した。

## PASMO導入・取扱終了へ
2007年3月18日にパスネットとバス共通カードの導入事業者がJR東日本の「Suica」と相互利用が可能なICカード「PASMO」が導入されたため、それと引き換えにほくそうパッスルカードカードの発売を終了した。
PASMOの普及に伴い2008年1月10日の終電をもってほくそうパッスルカードカードを含むパスネットカードの販売が導入全社局で終了し、2008年3月14日の終電をもってパスネットカードは自動改札機での利用ができなくなった。
なお、残額のあるカードは同年3月15日以降無手数料での払い戻しや、2018年までPASMOへの残額の移行を行っていたほか、自動券売機での切符の購入や、自動精算機・有人改札での精算には引き続き利用できた。
その後、利用状況の減少・PASMOへの代替が進んだことに鑑み、ほくそうパッスルカードの券売機等での利用を2015年3月31日をもって終了すると共に、払い戻しの取り扱いを資金決済に関する法律に基づいて2018年1月31日をもって終了した。